# Giorgio Faletti
Giorgio Faletti, född 25 november 1950 i Asti, Piemonte, död 4 juli 2014 i Turin, var en italiensk deckarförfattare, sångare, låtskrivare och motorjournalist. Han bodde på senare år på ön Elba utanför Toscanas kust och var en av Italiens mest populära deckarförfattare. Han har bland annat jämförts med både Tom Clancy och Ken Follett.
Före sitt författarskap var Giorgio Faletti verksam både som advokat, reklamman, singer-songwriter och krönikör för den italienska motorsportstidningen Autosprint, där han skrev om bland annat rally och formel 1.

### Italienska boktitlar
- Io uccido (2002)
- Niente di vero tranne gli occhi (2004)
- Fuori da un evidente destino (2006)
- Pochi inutili nascondigli (2008)
- Io sono Dio (2009)

### Böcker utgivna på svenska
- Ögat som ser (Niente di vero tranne gli occhi) (2009)
- Jag dödar (Io uccido) (2007)
- Jag är Gud (Io sono Dio) (2010)

## Diskografi

### Album
- 1989 – Colletti Bianchi
- 1991 – Disperato Ma Non Serio
- 1992 – Condannato A Ridere
- 1994 – Come Un Cartone Animato
- 1995 – L'Assurdo Mestiere
- 2000 – Nonsense